# Ермслебен
Ермслебен (на немски: Ermsleben) е част от град Фалкенщайн до Харц в Саксония-Анхалт (Германия). Има 3159 жители (през 1993 г.).
През Ермслебен тече река Зелке. В Ермслебен се намира управлението на града, образуван на 1 януари 2002 г.
Ермслебен е споменат за пръв път в документ през 1045 г. с името „Anegremislebo“ като собственост на графовете на Фалкенщайн. През 1298 г. е „oppidum“ (малък град).